# Brunon Franowski
Brunon Franowski (ur. 28 sierpnia 1894 w Grudziądzu, zm. 14 sierpnia 1957 w Szczecinie) – polski malarz, grafik.
Początkowo studiował  w Kunstgewerbeschule w Düsseldorfie, a następnie kontynuował naukę w Akademii Sztuk Pięknych w Berlinie. Po wyjeździe do Włoch studiował malarstwo w Rzymie, skąd wyjechał do Brukseli, aby tam uczyć się w szkole malarstwa teatralnego. Po jej ukończeniu w 1914 podróżował po Europie, odwiedził Włochy, Francję, Wielką Brytanię i Turcję. Dorobek powstający podczas podróży był wystawiany w Belgii, Niemczech, Turcji i Włoszech. Do rodzinnego miasta powrócił w 1925 i otworzył swój salon sztuki, współorganizował i uczestniczył we wszystkich wystawach malarstwa, które miały miejsce w Grudziądzu. Był ilustratorem lokalnych czasopism, Gazeta Grudziądzka publikowała grafiki i karykatury Brunona Franowskiego, projektował okładki miesięcznika Echo Świata oraz opracowywał graficznie książki. W latach 30. XX wieku zainteresował się fotografią, był współorganizatorem Towarzystwa Fotograficznego „Słońce”, jego zdjęcia Grudziądza zostały umieszczone w wydanym w 1937 przewodniku turystycznym. Po 1945 zamieszkał w Szczecinie, od 1951 do 1955 regularnie uczestniczył w wystawach organizowanych przez szczeciński oddział Związku Polskich Artystów Plastyków. Był autorem licznych akwareli, malował pejzaże, widoki miejskie oraz obrazy o tematyce sakralnej, które sprzedawał do wielu szczecińskich kościołów. Wiele jego obrazów z okresu powojennego przedstawiało sceny nadmorskie, plaże a także port morski w Szczecinie. Pochowany został na cmentarzu Centralnym w Szczecinie (kwatera 28 B).